# Jena, Louisiana
Jena (amerikanskt uttal: /ˈdʒiːnə/) är en ort i La Salle Parish i den amerikanska delstaten Louisiana med 3 398 invånare (2010). Jena är administrativ huvudort i La Salle Parish.

## Historia
Jena grundades år 1871 och blev kommun (town) år 1906. La Salle Parish grundades år 1908 och Jena har varit dess administrativ huvudort från första början. Lula V. Coleman valdes år 1920 till Jenas första kvinnliga borgmästare. Speedy Long, kongressledamot och medlem av den framträdande politiska familjen Long, hade sin advokatpraktik i Jena.